# ثقافة الصم

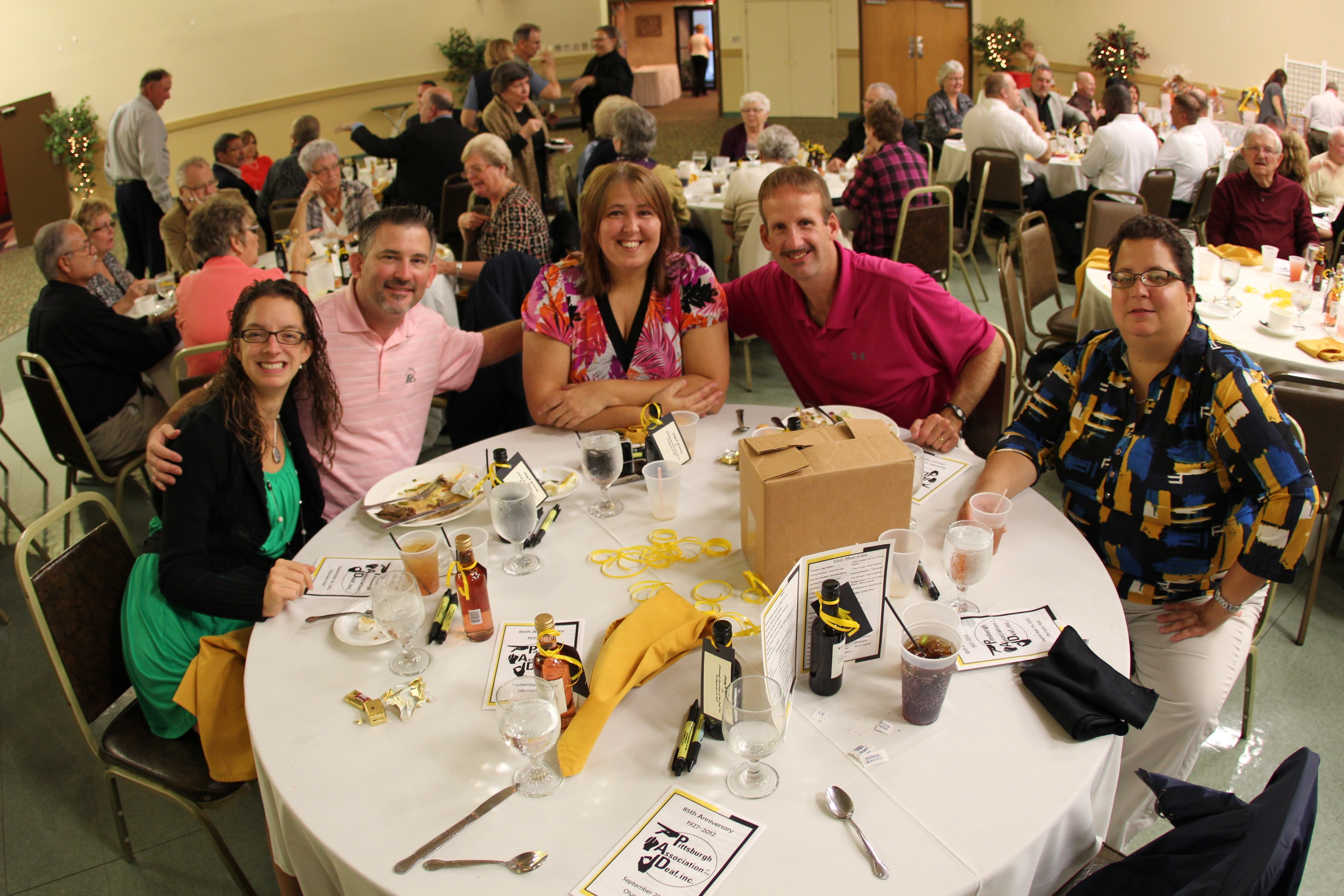

ثقافة الصم تشير إلى مجموعة الأفكار والعادات والفنون والآداب والتاريخ والمؤسسات المشتركة والقيم السائدة في مجتمع غالبيته من الصم وضعاف السمع ويستخدمون لغة الإشارة في التواصل، فلغة الإشارة شرط أساسي في ولوج مجتمع الصم. عادة ما يعتبر أعضاء مجتمع الصم فقدان السمع ميزة لا عيبا ويفتخرون بذلك. يضم مجتمع الصم كذلك أقرباء وأصدقاء الصم، وكذلك مترجمي لغة الإشارة. وفقا لآنا ميندِس، الارتباط بالصم يلعب دورا كبيرا في دخول مجتمعهم.
ثقافة الصم معترف بها تحت المادة 30 الفقرة 4 من اتفاقية حقوق الأشخاص ذوي الإعاقة الخاصة بالأمم المتحدة والتي تنص على أن «الأشخاص ذوي الإعاقة يجب أن يتاح لهم، على قدم المساواة مع الآخرين، الاعتراف والدعم لهويتهم الثقافية واللغوية، بما في ذلك لغات الإشارة وثقافة الصم».